# Telsport Katowice
Telsport Katowice – polski klub futsalowy z Katowic. Od sezonu 1998/1999 do 2000/2001 występował w I lidze. W sezonie 1998/1999 drużyna zajęła siódme miejsce w ekstraklasie.